# 에너지바우처
에너지 바우처는 대한민국 정부가 저소득 취약계층의 에너지 비용 부담을 줄이기 위해 제공하는 복지 지원 제도이다. 겨울철 난방비와 여름철 냉방비를 지원하며, 전기, 도시가스, 연탄, 등유 등 에너지 요금에 사용할 수 있는 에너지 전용 쿠폰(바우처) 형태로 지급된다. 2025년부터는 1인 가구 기준 15만 2천 원, 4인 이상 가구 기준 최대 43만 7천 원까지 계절별로 차등 지원된다. 지원금은 복지로 홈페이지 또는 읍·면·동 행정복지센터를 통해 신청할 수 있다.

## 지원 대상
다음 조건을 모두 충족해야 한다:
- 국민기초생활보장 수급자 또는 차상위계층
- 가구 내에 아래 대상자가 포함될 것:
  - 만 65세 이상 노인
  - 만 6세 미만 영유아
  - 장애인, 임산부, 중증질환자 등

## 바우처 사용처
- 전기, 도시가스, 지역난방, 등유, LPG, 연탄 등
- 에너지바우처 전용 카드 혹은 고지서 차감 방식으로 사용 가능
- 여름(냉방)과 겨울(난방)로 나뉘어 이중 지급됨[2]

## 바우처 잔액 조회 방법
- 복지로() 로그인 후 확인 가능
- 에너지바우처 콜센터(1600-3190) 또는 관할 행정복지센터 문의 가능[3]

## 같이 보기
- 전기요금 할인 제도
- 긴급복지지원제도
- 복지로
- 기초생활보장제도

## 관련 링크
- 복지로 에너지바우처 안내
- 에너지바우처 신청 가이드 (HoneyTipMagazine)
- 잔액 조회 초간단 가이드 (HoneyTipMagazine)
- 사용처 총정리 (HoneyTipMagazine)